# 青森大空襲

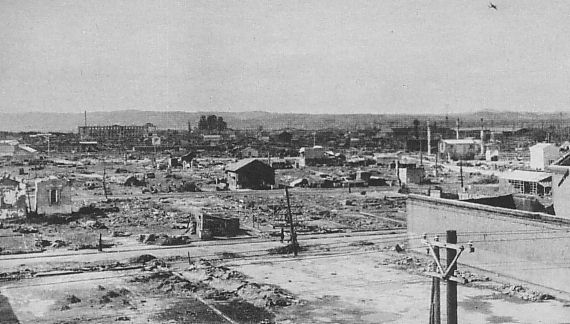
空襲後の青森。

青森大空襲（あおもりだいくうしゅう）は、1945年（昭和20年）7月28日から29日にかけて青森県青森市に対する空襲。

## 概要
1945年7月14日～15日、アメリカ海軍艦載機の空襲により青函連絡船12隻が被害を受け（8隻沈没、2隻大破炎上、2隻航行不能、352人死亡）、壊滅状態となった。
この空襲に危機感を抱いた多くの青森市民が郊外の山中や田園地帯に避難・疎開したが、青森市は市民が空襲を恐れて避難・疎開することにより空襲下での市民の消火活動の停滞や戦意低下に繋がることを恐れた。

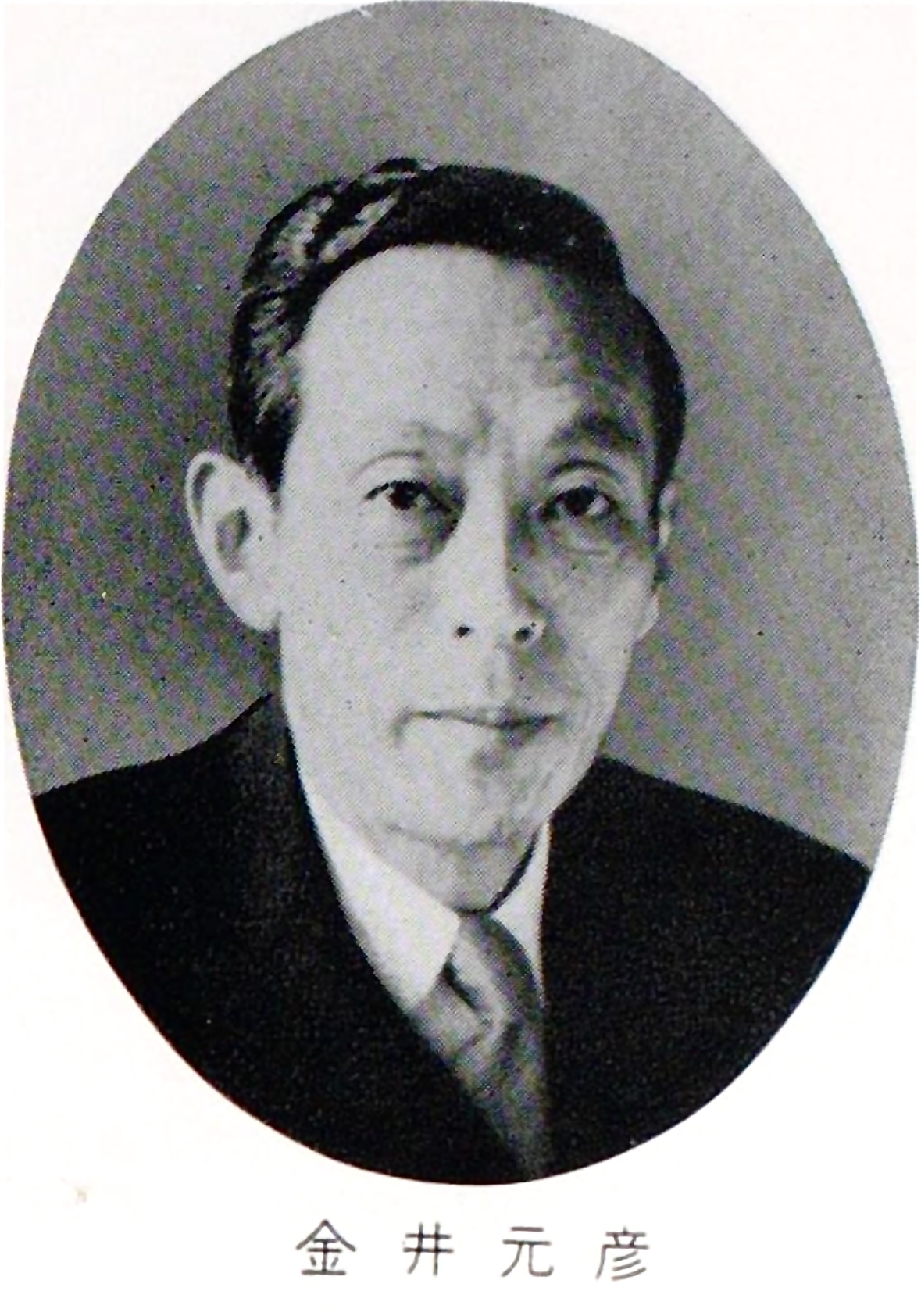
青森県知事金井元彦

7月18日、青森県知事金井元彦は「家をからつぽにして逃げたり、山中に小屋を建てて出てこないというものがあるそうだが防空法によつて処罰出来るのであるから断乎たる処置をとる」と新聞を通じて警告を発した。青森市も、この命令を徹底するため、一家全員で避難して家が無人になっている場合は、7月28日までに帰らなければ、食糧や物資の配給を停止すると新聞を通じて発表した。
これにより、配給を止められると死活問題となるため多くの市民が帰宅せざるを得なくなった。
7月27日深夜、B-29爆撃機が青森市上空に飛来し、照明弾とともに6万枚程のビラを撒いた。これは市民の戦意低下を狙った作戦であったが、ビラには数日の内に、青森市を含む11の都市のうち4～5つの都市に対して爆撃を行うので、避難するようにと書かれていた。しかし憲兵隊、警察によって読むことを禁止され、さらに回収されたため、このビラの「警告」は一部の市民を除き伝わっていなかった。
7月28日21時15分、青森県地区に警戒警報が発令された。それから間もない22時10分に空襲警報が発令。この頃、前進基地の硫黄島を離陸したB-29は、仙台湾から男鹿半島へ抜け、鰺ヶ沢町付近から青森市に向った。 そして暗闇に包まれた青森市に現れた62機(内1機は投下失敗)のB-29は、照明弾で市内を照らしたのち、22時37分、焼夷弾の投下を始め、23時48分まで続いた。M74六角焼夷弾38本を束ねた2186発のE48焼夷集束弾が投下され、83000本もの焼夷弾が降り注いだ。青森市立橋本小学校付近に居た人たちは一気に浦町駅（現在の平和公園）の方向へ逃げていった。
B29は爆撃が終わると、基地のあるテニアン島へ帰還した。7月29日0時22分に空襲警報が解除された。
死傷者は1767名。焼失家屋18045戸(市街地の88%)。罹災者は70166名。なお、死者は731人とする説や994名とする説や1,018人とする説もある。
M74焼夷弾は従来型に黄燐を入れ威力を高めた新型焼夷弾で、青森市がその実験場となった（米国戦略爆撃調査団は「M74は青森のような可燃性の都市に使用された場合有効な兵器である」と結論している）。
焼夷弾攻撃に対して、青森市民はバケツリレーをはじめとする消火活動を行ったが、M74焼夷弾に用いられた黄燐は空気に触れると発火する性質を持っており、また、水をかけても飛散してしまうため効果は無かった。また、急造の防空壕は海沿いということもあって深く掘ることが出来ず､空襲による火災や爆風を避ける用を足さず防空壕での死者も多かった。
消火活動が困難を極めたため避難を始めた市民もいたが、軍に消火活動に戻るよう指示される事例が見られた。
生き残った青森県職員は、大空襲の翌日に八戸市の関係者が見舞いと視察に訪れた際に以下のように証言した。
空一面、まるで線香花火をふり回わしたようでした。見なさい、舗装道路のアスファルトが溶けてしまっているでしょう。皆燃えたのです。そこに倒れて死んでいる人を片付ける時は、まるで人間を道路からはがすようでした—青森県衛生課職員 棟方久爾、ある戦中生活の証言 : 戦後40年記念、
戦後、堤町や莨町に戦災者や引揚者などのための簡易住宅が建設された。1947年（昭和22年）8月11日、昭和天皇の戦後巡幸の際には、昭和天皇が青森市長などから被害の説明を受け現地を視察、被災者らに「お言葉」をかけている。